# Sincé
Sincé là một khu tự quản thuộc tỉnh Sucre, Colombia. Thủ phủ của khu tự quản Sincé đóng tại Sincé Khu tự quản Sincé có diện tích 407 ki lô mét vuông. Đến thời điểm ngày 28 tháng 5 năm 2005, khu tự quản Sincé có dân số 29540 người.